# Ascending to Infinity
Ascending to Infinity è il primo album in studio del gruppo symphonic metal Luca Turilli's Rhapsody. Il disco, pubblicato il 22 giugno dalla Nuclear Blast, in fase promozionale è stato presentato dal leader Luca Turilli come l'11º album studio dei Rhapsody, successore quindi di From Chaos to Eternity del 2011. Il tutto perché non venisse scambiato per un ulteriore album solista.
Rispetto agli album dei Rhapsody (Of Fire) del passato, la musica composta da Luca Turilli e le liriche non sono più basate su una saga heroic-fantasy ma su argomenti quali la metafisica, il rapporto tra scienza e spirito, i misteri dell'universo e la ricerca interiore. A livello stilistico, accanto al tipico elemento sinfonico viene introdotta anche molta musica elettronica, da sempre amata da Turilli e già abbondantemente presente nei suoi album solisti. Anche in questo disco, come nel caso di Lost Horizons dei Luca Turilli's Dreamquest, Luca Turilli si occupa, oltre alle chitarre, anche di tutte le tastiere e degli arrangiamenti orchestrali.
Il disco ha ricevuto ben presto ottime critiche e recensioni, sia in patria che all'estero.
L'album è stato preceduto dal singolo "Dark Fate of Atlantis", accompagnato anche da un videoclip.
Questo è l'unico album della band in cui compare Alex Holzwarth alla batteria poiché poco dopo la registrazione verrà sostituito da Alex Landenburg, in quanto impossibilitato a conciliare gli impegni di entrambe le band, essendo anche membro dei Rhapsody Of Fire

## Tracce
Tutte le tracce sono composte e arrangiate da Luca Turilli, eccetto la canzone Luna, originariamente composta da Alessandro Safina.
1. Quantum X – 2:26
2. Ascending to Infinity – 6:15
3. Dante's Inferno – 4:56
4. Excalibur – 8:06
5. Tormento e passione – 4:50
6. Dark Fate of Atlantis – 6:30
7. Luna – 4:18 – (Alessandro Safina cover)
8. Clash of the Titans – 4:15
9. Of Michael the Archangel and Lucifer's Fall – 16:02
10. March of Time – 5:51 – (Helloween cover/bonus track)
11. In The Mirror – 3:37 – (Loudness cover/bonus track)

Durata totale: 67:06

## Formazione
- Alessandro Conti - voce
- Luca Turilli - tastiere, chitarra
- Dominique Leurquin - chitarra
- Patrice Guers - basso
- Alex Holzwarth - batteria